# Василий Хейман
Василий Александрович Хейман (на руски: Василий Александрович Гейман) е руски офицер, генерал-лейтенант. Участник в Руско-турската война (1877 – 1878)

## Биография
Василий Хейман е роден през 1823 г. в Ковненска губерния в семейството на офицер от Руската армия, като е представител на известната еврейска фамилия Heymann. Средно образование завършва в Гродненската гимназия. Постъпва в Руската армия като унтерофицер в 22-ри Нижненовгородския пехотен полк. В състава на 16-и Грузински стрелкови батальон участва в Кавказката война. Бие се храбро при експедицията на генерал-майор Михаил Воронцов и военни операции в продължение на 20 години (1845 – 1865). Произведен е в първо първо офицерско звание поручик с назначение в 80-и Кабардински пехотен полк през 1848 г. Командир на 75-и Севастополски пехотен полк (1861). Произведен е във военно звание генерал-майор от 1863 г. и генерал-лейтенант с назначение за командир на 20-а пехотна дивизия от 1872 г.
Участва в Руско-турската война (1877 – 1878). В началото на 1877 г. е Назначен е за командир на главните сили на Действуващия руски корпус на Кавказкия фронт от 28 434 офицери и войници и 92 оръдия. Участва в командването на главните действията на Кавказкия фронт. Автор на идеите за водене на войната, развити в „Записка за военните съображения в случай на война с Турция на Кавказ“. Отличава се при превземането на Ардахан, първата обсада на Карс, вторите боеве при Алвиар-Аладжакската позиция, превземането на прохода Деве бойня, битката при Зевин, Даяр и др. Разбива главните османски сили Ахмед Мухтар паша. Има значителен принос за успешното завършване на войната на Кавказкия фронт.
Награден е с Орден „Свети Георги“ II ст. Непосредствено след края на войната се заразява от тиф и умира на 13 април 1878 г. в град Карс.